# オリンピック・スタジアム (モントリオール)
オリンピック・スタジアム（フランス語: Le Stade Olympique）は、カナダのケベック州モントリオールにあるスタジアム。

## 概要
1976年にカナダで開かれたモントリオールオリンピックのメイン会場として建設されたもので、当初は陸上競技場だった。
しかし、その翌年1977年にMLB所属野球チーム、モントリオール・エクスポズの本拠地として使用することを目的に野球場へ改修する工事を施した。陸上競技場の時代のスタンド形態をそのまま生かしつつ、トラック跡にスタンドを増築した。そのため当初は陸上トラックがそのままむき出しとなっている部分もあった。1988年に簡易開閉式の屋根を設置して実質的にはカナダ初のドームスタジアム（開閉式も実質上世界初）となったが、施設の老朽化が著しく、支柱の落下事故や屋根の雨漏りなどの事故も多発した。
また、これがきっかけでエクスポズの観客動員も大幅に減少し、2004年度を最後にエクスポズはモントリオールから撤退。2005年度からワシントンD.C.のロバート・F・ケネディ・メモリアル・スタジアムに本拠を移転（チーム名もワシントン・ナショナルズに変更）した。
エクスポズ移転後は、かつてこのスタジアムを本拠地としていたカナディアンフットボールのモントリオール・アルエッツがプレイオフ進出時の本拠地として使用すること以外の利用法は定まっていない。
2012年には同年よりMLSに参加しているモントリオール・インパクトが本拠地サプト・スタジアムの改修期間中にホームの試合を開催し、以降も集客の見込める数試合で使用する方針だがこれも準本拠地としての利用にとどまる。2012年3月のMLSデビュー戦及びシーズン開幕戦（対シカゴ・ファイアー戦）は58,912名の動員で最高記録となった。その後5月の対ロサンゼルス・ギャラクシー戦では60,860名の動員でさらに記録を塗り替えた。またこれはカナダ国内でのサッカーの最大動員記録となった。
2007年のU-20ワールドカップ、2015年の女子ワールドカップではいずれも会場の一つとして使用されている。
なお野球については、エクスポズの移転により唯一カナダに本拠地を置くMLB球団となったトロント・ブルージェイズが2014年から公式戦開幕前のプレシーズンゲーム（3月28日～29日、対ニューヨーク・メッツ戦）を開催。28日の第1戦は46,121名、翌29日の第2戦は50,229名の観客を動員。2015年も4月3日～4日にシンシナティ・レッズを迎えてプレシーズンゲームが行われ、それぞれ46,314名、50,231名の観客を動員した。2016年は4月1日～2日にボストン・レッドソックス戦、2017年は3月31日～4月1日にピッツバーグ・パイレーツ戦が開催された。
2021年には新型コロナウイルス感染拡大に伴い、ワクチンの接種会場の一つとなった。接種会場としてはカナダ国内最大となっている。

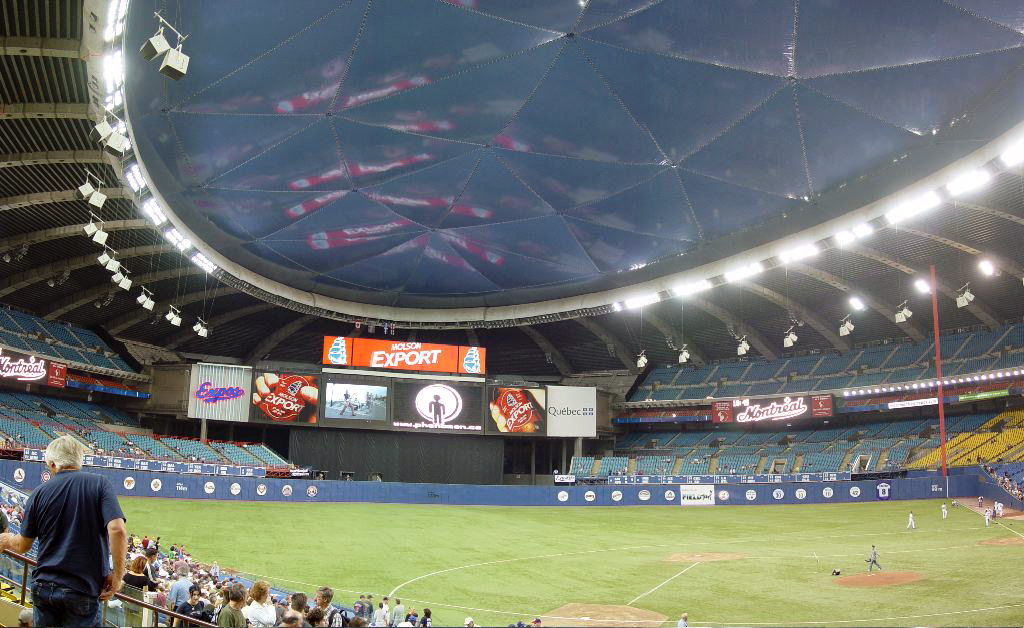
オリンピック・スタジアム